# Barisis-aux-Bois
Barisis-aux-Bois je francouzská obec v departementu Aisne v regionu Hauts-de-France. V roce 2011 zde žilo 728 obyvatel.

## Sousední obce
Amigny-Rouy, Folembray, Fresnes, Saint-Gobain, Septvaux, Servais, Sinceny, Verneuil-sous-Coucy

## Vývoj počtu obyvatel
Počet obyvatel 